# Pentanomala alluaudi
Pentanomala alluaudi är en skalbaggsart som beskrevs av Ohaus 1919. Pentanomala alluaudi ingår i släktet Pentanomala och familjen Rutelidae. Inga underarter finns listade i Catalogue of Life.